# Kraemeria merensis
Kraemeria merensis är en fiskart som beskrevs av Whitley, 1935. Kraemeria merensis ingår i släktet Kraemeria och familjen Kraemeriidae. Inga underarter finns listade i Catalogue of Life.